# Charlottenlund
Charlottenlund est une zone suburbaine située sur la côte nord de Copenhague, la capitale du Danemark. C'est le siège administratif de la municipalité de Gentofte.
Le nom du quartier tire son nom du palais de Charlottenlund.

## Situation géographique
Bordé à l'est par le détroit d'Øresund, au sud par la ville d'Hellerup et au nord par le quartier de Klampenborg, Charlottenlund est l'un des quartiers les plus cossus du Danemark.

## Sites et musées
- Ordrupgaard museum de Copenhague
- Palais de Charlottenlund
- Hippodrome